# Trenton (Illinois)
Trenton je grad u američkoj saveznoj državi Ilinois. Prema popisu stanovništva iz 2010. u njemu je živjelo 2.715 stanovnika.